# I. Szejjid Ahmed kán
I. Szejjid Ahmed (tatárul Säyetäxmät, Сәетәхмәт; †1455 után) az Arany Horda részuralkodója, a Nagy Horda első kánja.

## Az Arany Horda trónkövetelője
Szejjid Ahmed az Arany Horda uralkodójának, Karim Berdi kánnak a fia és Toktamis kán unokája volt. Családja a Litván Nagyfejedelemségbe menekült, ő is itt született és nőtt fel. 1432-ben a krími Hajdar bej segítségével trónkövetelőként lépett fel az akkori kán, Olugh Mohammeddel szemben. Az addigi litván támogatást meghálálva segítette Švitrigaila fejedelmet az Algirdas nagyfejedelem halála után kirobbanó litván polgárháborúban. Szejjid Ahmeddel egyidőben egy másik trónkövetelő, Kücsük Mohammed is rátámadt a kánra délkelet felől, de végül a három fél kiegyezett és felosztották egymás között a tatár államot. Szejjid Ahmedé volt a délnyugati rész a Dnyepertől a Volgáig, Kücsük Mohammedé a Volga-mente és a folyó torkolata, Olugh Mohammednek pedig az északi országrész jutott. A tatárok vazallusa, II. Vaszilij moszkvai nagyfejedelem 1434-ben mindhármuknak kifizette az adót.

## A Nagy Horda
1436–1437-ben Olugh Mohammed csapatainak egy része átállt Kücsük Mohammedhez, és a megbomló hadi egyensúly miatt két ellenfele egyszerre támadt a meggyengült kánra. A vereséget szenvedett Olugh Mohammed előbb orosz területre, majd Kazanyba menekült, ahol új kánságot alapított. 1441-ben a krími törzsek meghívták Háddzsi Girájt vezetőjüknek, aki megalapította a Krími Kánságot, Szejjid Ahmed pedig elvesztette ottani fennhatóságát. Ezt kompenzálandó, Kücsük Mohammed Volga-menti területeit próbálta elhódítani, de jelentősebb siker nélkül.

## Hadjáratai
Szejjid Ahmed számos fosztogató portyát vezetett Litvániába és a Moszkvai Nagyfejedelemségbe. 1438-ban feldúlta Podóliát és megfutamította az ellene küldött lengyel-litván sereget. 1448 és 1451 között I. Zsigmond litván nagyfejedelem fiát, Mihályt segítette IV. Kázmér lengyel király ellen a litván nagyfejedelemségért vívott harcában. 1448 szeptemberében a tatárok kifosztották Podóliát és nagyszámú foglyot ejtettek. 1449-ben Mihály herceg a tatárok segítségével elfoglalta Sztarodub, Kijev, Novgorod-Szeverszkij városokat. 1450-ben Szejjid Ahmed feldúlta a podóliai és kijevi vajdaságokat, 1452-ben két hadjáratot is vezetett Podólia ellen és egészen Lvovig jutott. 1453-ban Terebovl és Luck környékét fosztották ki és 9000 foglyot hajtottak el.
Az 1440-es évek végén kezdődtek Moszkva elleni portyái is. 1449-ben a Nagy Horda csapatai a déli moszkvai területeket fosztogatták, de az orosz szolgálatba állt Kászim tatár herceg megfutamította őket. Ennek ellenére 1450-ben újra támadtak, majd 1451-ben egészen Moszkváig jutottak. Maga a nagyfejedelem is a Volgához menekítette a családját. A tatárok felgyújtották a külvárosokat, de a városfalról visszaverték őket és éjszaka elvonultak. 1455-ben egy újabb portyázó csapat Kolomnánál átkelt az Oka folyón, de megfutamították őket.
1455-ben Szejjid Ahmed újból Litvániát fosztogatta, Podólián keresztül Lvovig jutott el, gazdag zsákmányt és sok foglyot ejtett. A visszaúton a Dnyeperen való átkelés közben azonban rajtaütöttek a Háddzsi Giráj vezette krímiek. Szejjid Ahmed maradék harcosaival Kijevben keresett menedéket, ahol letartóztatták és elküldték IV. Kázmérnak. A király Kaunasban tartotta őrizet alatt a tatár kánt élete végéig. Kilenc fia a Litvániában megtelepedett tatárok között élt.
1459-ben Kücsük Mohammed halála után annak Mahmúd nevű fia vette át a hatalmat a vezető nélkül maradt Nagy Horda felett is.

## Fordítás
- Ez a szócikk részben vagy egészben  a(z)   Сайид-Ахмад I című orosz Wikipédia-szócikk ezen változatának fordításán alapul.  Az eredeti cikk szerkesztőit annak laptörténete sorolja fel. Ez a jelzés csupán a megfogalmazás eredetét és a szerzői jogokat jelzi, nem szolgál a cikkben szereplő információk forrásmegjelöléseként.